# Epipactis ulugurica
Epipactis ulugurica är en orkidéart som beskrevs av Rudolf Mansfeld. Epipactis ulugurica ingår i släktet knipprötter, och familjen orkidéer. Inga underarter finns listade i Catalogue of Life.